# Lejkouszek wzdętoczelny
Lejkouszek wzdętoczelny (Chilonatalus tumidifrons) – gatunek ssaka z rodziny lejkouchowatych (Natalidae).

## Taksonomia
Gatunek po raz pierwszy zgodnie z zasadami nazewnictwa binominalnego opisał w 1903 roku amerykański zoolog Gerrit Smith Miller, nadając mu nazwę Chilonatalus tumidifrons. Holotyp pochodził z wyspy San Salvador, w Bahamach.
Autorzy Illustrated Checklist of the Mammals of the World uznają ten gatunek za monotypowy. 

### Etymologia
- Chilonatalus: gr. χειλος kheilos, χειλεος kheileos „warga”; rodzaj Natalus J.E. Gray, 1838 (lejkouch)[7].
- tumidifrons: łac. tumidus „spuchnięty, wypukły”, od tumere „spuchnąć”[8]; frons, frontis „czoło, brew”[9].

## Zasięg występowania
Lejkouszek wzdętoczelny występuje w Bahamach (wyspy Abaco, Andros i San Salvador).

## Morfologia
Długość ogona 14,7–17,2 mm, długość przedramienia samic 31,7–36 mm, samców 32,8–35,2 mm; masa ciała samic 3 g, samców 3–3,5 g.